# Јапан на Летњим олимпијским играма 2012.
Јапан је на Олимпијским играма у Лондону 2012. учествовао осамнаести пут као самостална земља.
Боје Јапана на Олимпијским играма у Лондону 2012. бранило је 305 спортиста у 24 спорта, 3 појединачна и 21 екипном, а у олимпијском тиму налазило се 138 спортиста и 157 спортисткиња.
Заставу на церемонији отварања носио је рвач Саори Јошида.
Јапан је прославио стогодишњицу од првог учешћа на Летњим олимписјким играма 1912. године. Такмичари Јапана су освојили 7 златних, 14 сребрних и 17 бронзаних медаља.

## Освајачи медаља
| Медаља | Олимпијац                 | Спорт         | Дисциплина                      |
| ------ | ------------------------- | ------------- | ------------------------------- |
| Сребро | Сугуру Аваџи Кента Чида   | Мачевање      | флорет екипно                   |
| Сребро | Мизуки Фуџи               | Бадминтон     | женски парови                   |
| Сребро | Такуро Фуџи               | Пливање       | штафета 4х100 метара мешовито М |
| Сребро | Ај Фукухара Сајака Хирано | Стони тенис   | екипно                          |
| Сребро | Такахару Фурукава         | Стреличарство | појединачно М                   |
| Сребро | Хироаки Хираока           | Џудо          | -60 кг М                        |
| Бронза | Масаши Ебинума            | Џудо          | -66 кг М                        |
| Бронза | Косуке Хагино             | Пливање       | 400 м мешовито М                |
| Бронза | Рен Хајакава              | Стреличарство | екипно Ж                        |
| Бронза | Нацуми Хоши               | Пливање       | 200 м делфин Ж                  |

| Медаље по спортовима | Медаље по спортовима | Медаље по спортовима | Медаље по спортовима | Медаље по спортовима |
| -------------------- | -------------------- | -------------------- | -------------------- | -------------------- |
| Спорт                |                      |                      |                      | Укупно               |
| Рвање                | 4                    | 0                    | 2                    | 6                    |
| Џудо                 | 1                    | 3                    | 3                    | 7                    |
| Гимнастика           | 1                    | 2                    | 0                    | 3                    |
| Бокс                 | 1                    | 0                    | 1                    | 2                    |
| Пливање              | 0                    | 3                    | 8                    | 11                   |
| Стреличарство        | 0                    | 1                    | 1                    | 2                    |
| Бадминтон            | 0                    | 1                    | 0                    | 1                    |
| Дизање тегова        | 0                    | 1                    | 0                    | 1                    |
| Мачевање             | 0                    | 1                    | 0                    | 1                    |
| Стони тенис          | 0                    | 1                    | 0                    | 1                    |
| Фудбал               | 0                    | 1                    | 0                    | 1                    |
| Атлетика             | 0                    | 0                    | 1                    | 1                    |
| Одбојка              | 0                    | 0                    | 1                    | 1                    |
| Укупно               | 7                    | 14                   | 17                   | 38                   |

## Учесници по спортовима
| Спорт            | Мушкарци | Жене | Укупно |
| ---------------- | -------- | ---- | ------ |
| Атлетика         | 28       | 18   | 46     |
| Бадминтон        | 6        | 5    | 11     |
| Бициклизам       | 6        | 3    | 9      |
| Бокс             | 4        | 0    | 4      |
| Веслање          | 2        | 3    | 5      |
| Гимнастика       | 7        | 12   | 19     |
| Дизање тегова    | 1        | 4    | 5      |
| Једрење          | 5        | 4    | 9      |
| Кајак и кану     | 5        | 3    | 8      |
| Коњички спорт    | 7        | 1    | 8      |
| Мачевање         | 3        | 5    | 8      |
| Модерни петобој  | 1        | 2    | 3      |
| Одбојка          | 2        | 14   | 16     |
| Пливање          | 14       | 15   | 29     |
| Рвање            | 9        | 4    | 13     |
| Синхроно пливање | 0        | 9    | 9      |
| Скокови у воду   | 0        | 1    | 1      |
| Стони тенис      | 3        | 3    | 6      |
| Стреличарство    | 3        | 3    | 6      |
| Стрељаштво       | 2        | 2    | 4      |
| Теквондо         | 0        | 2    | 2      |
| Тенис            | 3        | 0    | 3      |
| Триатлон         | 2        | 3    | 5      |
| Фудбал           | 18       | 18   | 36     |
| Хокеј на трави   | 0        | 16   | 16     |
| Џудо             | 7        | 7    | 14     |
| спортова         | 138      | 123  | 157    |

## Атлетика
Кључ
- КВ = Квалификовао се за следећи круг
- кв = Квалификовао се за следећи круг као срећни губитник или по резултату у техничким дисциплинама
- НР = Национални рекорд
- N/A= Не постоји та рунда за то такмичење
- Слоб.= Спортиста слободан у тој рунди

Мушкарци
Тркачке дисциплине
| Атлетичар                                                           | Дисциплина        | Група    | Група   | Четвртфинале | Четвртфинале | Полуфинале       | Полуфинале       | Финале           | Финале           |
| Атлетичар                                                           | Дисциплина        | Резултат | Пласман | Резултат     | Пласман      | Резултат         | Пласман          | Резултат         | Пласман          |
| ------------------------------------------------------------------- | ----------------- | -------- | ------- | ------------ | ------------ | ---------------- | ---------------- | ---------------- | ---------------- |
| Масаши Еригучи                                                      | 100 м             | Н/Д      | Н/Д     | 10.30        | 6            | Није се пласирао | Није се пласирао | Није се пласирао | Није се пласирао |
| Исаму Фуџисава                                                      | 20 км ходање      | Н/Д      | Н/Д     | Н/Д          | Н/Д          | Н/Д              | Н/Д              | 1:21:48          | 18               |
| Арата Фуџивара                                                      | маратон           | Н/Д      | Н/Д     | Н/Д          | Н/Д          | Н/Д              | Н/Д              | 2:19:11          | 45               |
| Шота Изука                                                          | 200 м             | 20.81    | 5       | Н/Д          | Н/Д          | Није се пласирао | Није се пласирао | Није се пласирао | Није се пласирао |
| Јузо Канемару                                                       | 400 м             | 46.01    | 4       | Н/Д          | Н/Д          | Није се пласирао | Није се пласирао | Није се пласирао | Није се пласирао |
| Такајуки Кишимото                                                   | 400 м препоне     | DSQ      | DSQ     | Н/Д          | Н/Д          | Није се пласирао | Није се пласирао | Није се пласирао | Није се пласирао |
| Коичиро Мориока                                                     | 50 км ходање      | Н/Д      | Н/Д     | Н/Д          | Н/Д          | Н/Д              | Н/Д              | 3:43:14          | 10               |
| Кентаро Накамото                                                    | маратон           | Н/Д      | Н/Д     | Н/Д          | Н/Д          | Н/Д              | Н/Д              | 2:11:16          | 6                |
| Акихико Накамура                                                    | 400 м препоне     | DSQ      | DSQ     | Н/Д          | Н/Д          | Није се пласирао | Није се пласирао | Није се пласирао | Није се пласирао |
| Такуми Саито                                                        | 20 км ходање      | Н/Д      | Н/Д     | Н/Д          | Н/Д          | Н/Д              | Н/Д              | 1:22:43          | 25               |
| Јуки Сато                                                           | 10.000 м          | Н/Д      | Н/Д     | Н/Д          | Н/Д          | Н/Д              | Н/Д              | 28:44.06         | 22               |
| Јусуке Сузуки                                                       | 20 км ходање      | Н/Д      | Н/Д     | Н/Д          | Н/Д          | Н/Д              | Н/Д              | 1:23:53          | 36               |
| Шинџи Такахира                                                      | 200 м             | 20.57    | 3 КВ    | Н/Д          | Н/Д          | 20.77            | 6                | Није се пласирао | Није се пласирао |
| Каи Такасе                                                          | 200 м             | 20.72    | 2 КВ    | Н/Д          | Н/Д          | 20.70            | 8                | Није се пласирао | Није се пласирао |
| Такајуки Тано                                                       | 50 км ходање      | Н/Д      | Н/Д     | Н/Д          | Н/Д          | Н/Д              | Н/Д              | DNF              | DNF              |
| Тецуја Татено                                                       | 400 м препоне     | 49.95    | 4       | Н/Д          | Н/Д          | Није се пласирао | Није се пласирао | Није се пласирао | Није се пласирао |
| Риота Јамагата                                                      | 100 м             | BYE      | BYE     | 10.07        | 2 КВ         | 10.10            | 6                | Није се пласирао | Није се пласирао |
| Рио Јамамото                                                        | маратон           | Н/Д      | Н/Д     | Н/Д          | Н/Д          | Н/Д              | Н/Д              | 2:18:34          | 40               |
| Јуки Јамазаки                                                       | 50 км ходање      | Н/Д      | Н/Д     | Н/Д          | Н/Д          | Н/Д              | Н/Д              | DSQ              | DSQ              |
| Масато Јокота                                                       | 800 м             | 1:48.48  | 4       | Н/Д          | Н/Д          | Није се пласирао | Није се пласирао | Није се пласирао | Није се пласирао |
| Масаши Еригучи Шота Изука Такуми Куки Шинџи Такахира Риота Јамагата | штафета 4 х 100 м | 38.07    | 2 КВ    | Н/Д          | Н/Д          | Н/Д              | Н/Д              | 38.35            | 5                |
| Јошихиро Азума Јузо Канемару Хиројуки Накано Кеи Такасе             | штафета 4×400 м   | 3:03.86  | 6       | Н/Д          | Н/Д          | Н/Д              | Н/Д              | Није се пласирао | Није се пласирао |

Техничке дисциплине
| Атлетичар         | Дисциплина     | Квалификације | Квалификације | Финале           | Финале           |
| Атлетичар         | Дисциплина     | Даљина        | Позиција      | Даљина           | Позиција         |
| ----------------- | -------------- | ------------- | ------------- | ---------------- | ---------------- |
| Генки Деан        | Бацање копља   | 82.07         | 7 КВ          | 79.95            | 10               |
| Јукифуми Муракуми | Бацање копља   | 77.80         | 24            | Није се пласирао | Није се пласирао |
| Кођи Мурофуши     | Бацање кладива | 78.48         | 2 КВ          | 78.71            |                  |
| Сеито Јамамото    | Скок мотком    | БР            | —             | Није се пласирао | Није се пласирао |

Комбиноване дисциплине – Десетобој
| Атлетичар     | Дисциплина | 100 m | Скок уд | БК    | Скок ув | 400 m | 110П  | БД    | Скок м | БКО   | 1500 m  | Final | Rank |
| ------------- | ---------- | ----- | ------- | ----- | ------- | ----- | ----- | ----- | ------ | ----- | ------- | ----- | ---- |
| Кеисуке Уширо | Резултат   | 11.32 | 6.86    | 13.59 | 1.99    | 50.78 | 15.47 | 46.66 | 4.90   | 66.38 | 4:39.33 | 7842  | 20   |
| Кеисуке Уширо | Бодови     | 791   | 781     | 703   | 794     | 779   | 794   | 801   | 880    | 834   | 685     | 7842  | 20   |

Жене
Тркачке дисциплине
| Атлетичарка                                                        | Дисциплина      | Квалификације | Квалификације | Четвртфинале | Четвртфинале | Полуфинале        | Полуфинале        | Финале            | Финале            |
| Атлетичарка                                                        | Дисциплина      | Резултат      | Пласман       | Резултат     | Пласман      | Резултат          | Пласман           | Резултат          | Пласман           |
| ------------------------------------------------------------------ | --------------- | ------------- | ------------- | ------------ | ------------ | ----------------- | ----------------- | ----------------- | ----------------- |
| Масуми Фучисе                                                      | 20 км ходање    | Н/Д           | Н/Д           | Н/Д          | Н/Д          | Н/Д               | Н/Д               | 1:28:41           | 11                |
| Кајоко Фукуши                                                      | 10.000 м        | Н/Д           | Н/Д           | Н/Д          | Н/Д          | Н/Д               | Н/Д               | 31:10.35          | 10                |
| Чисато Фукушима                                                    | 100 м           | BYE           | BYE           | 11.41        | 5            | Није се пласирала | Није се пласирала | Није се пласирала | Није се пласирала |
| Чисато Фукушима                                                    | 200 м           | 24.14         | 7             | Н/Д          | Н/Д          | Није се пларирала | Није се пларирала | Није се пларирала | Није се пларирала |
| Мајуми Кавасаки                                                    | 20 км ходање    | Н/Д           | Н/Д           | Н/Д          | Н/Д          | Н/Д               | Н/Д               | 1:30:20           | 18                |
| Ајако Кимура                                                       | 100 м препоне   | 13,75         | 7             | Н/Д          | Н/Д          | Није се пласирала | Није се пласирала | Није се пласирала | Није се пласирала |
| Риоко Кизаки                                                       | Маратон         | Н/Д           | Н/Д           | Н/Д          | Н/Д          | Н/Д               | Н/Д               | 2:27:16           | 16                |
| Сатоми Кубокура                                                    | 400 м препоне   | 55.85         | 5 q           | Н/Д          | Н/Д          | 56.25             | 8                 | Није се пласирала | Није се пласирала |
| Хитоми Нија                                                        | 10.000 м        | Н/Д           | Н/Д           | Н/Д          | Н/Д          | Н/Д               | Н/Д               | 30:59.19          | 9                 |
| Куми Отоши                                                         | 20 км ходање    | Н/Д           | Н/Д           | Н/Д          | Н/Д          | Н/Д               | Н/Д               | 1:33:50           | 37                |
| Јошими Озаки                                                       | Маратон         | Н/Д           | Н/Д           | Н/Д          | Н/Д          | Н/Д               | Н/Д               | 2:27:43           | 19                |
| Риса Шигетомо                                                      | Маратон         | Н/Д           | Н/Д           | Н/Д          | Н/Д          | Н/Д               | Н/Д               | 2:40:06           | 79                |
| Мика Јошикава                                                      | 5.000 м         | 15:16.77      | 13            | Н/Д          | Н/Д          | Н/Д               | Н/Д               | Није се пласирала | Није се пласирала |
| Мика Јошикава                                                      | 10.000 м        | Н/Д           | Н/Д           | Н/Д          | Н/Д          | Н/Д               | Н/Д               | 31:47.67          | 16                |
| Ана Дои CЧисато Фукушима Кана Ичикаваа Јумека Сано Момоко Такахаши | штафета 4×100 м | 44.25         | 8             | Н/Д          | Н/Д          | Н/Д               | Н/Д               | Нису се пласирале | Нису се пласирале |

Техниче дисциплине
| Атлетичарка  | Дисциплина   | Квалификације | Квалификације | Финале            | Финале            |
| Атлетичарка  | Дисциплина   | Резултат      | Пласман       | Резултат          | Пласман           |
| ------------ | ------------ | ------------- | ------------- | ----------------- | ----------------- |
| Томоми Абико | Скок мотком  | 4.25          | =19           | Није се пласирала | Није се пласирала |
| Јуки Ебинара | Бацање копља | 59.25         | 16            | Није се пласирала | Није се пласирала |

## Бадминтон

#### Мушкарци
| Такмичарка              | Дисциплина  | Групни део                                   | Групни део                                    | Групни део                               | Групни део | Осмина финала                   | Четвртфин.                          | Полуфин.          | Финале            | Финале            | Детаљи |
| Такмичарка              | Дисциплина  | Против. Рез.                                 | Против. Рез.                                  | Против. Рез.                             | Пласман    | Против. Рез.                    | Против. Рез.                        | Против. Рез.      | Против. Рез.      | Пласман           | Детаљи |
| ----------------------- | ----------- | -------------------------------------------- | --------------------------------------------- | ---------------------------------------- | ---------- | ------------------------------- | ----------------------------------- | ----------------- | ----------------- | ----------------- | ------ |
| Шо Сасаки               | Појединачно | Soeroredjo (SUR) · поб 21–12, 21–7           | Н/Д                                           | Н/Д                                      | 1 'КВ      | Кордон (GUA) · поб 23–21, 21–10 | Лин (CHN) · ИЗГ 12–21, 21–16, 16–21 | Нихе се пласирао  | Нихе се пласирао  | Нихе се пласирао  |        |
| Кеничи Таго             | Појединачно | Karunaratne (SRI) · ИЗГ 18–21, 16–21         | Н/Д                                           | Н/Д                                      | 2          | Није се пласирао                | Није се пласирао                    | Није се пласирао  | Није се пласирао  | Није се пласирао  |        |
| Наоки Кавамае Шођи Сато | Парови      | Koo K K / · Tan B H (MAS) · ИЗГ 12–21, 14–21 | Jung J-s / · Lee Y-d (KOR) · ИЗГ 21–16, 21–15 | Бах / · Гунаван (USA) · поб 21–15, 21–15 | 3          | Н/Д                             | Нису се пласирали                   | Нису се пласирали | Нису се пласирали | Нису се пласирали |        |

#### Жене
| Такмичарка                  | Дисциплина  | Групни део                                    | Групни део                                     | Групни део                                       | Групни део | Осмина финала              | Четвртфин.                                                         | Полуфин.                                                       | Финале                                               | Финале            | Детаљи |
| Такмичарка                  | Дисциплина  | Против. Рез.                                  | Против. Рез.                                   | Против. Рез.                                     | Пласман    | Против. Рез.               | Против. Рез.                                                       | Против. Рез.                                                   | Против. Рез.                                         | Пласман           | Детаљи |
| --------------------------- | ----------- | --------------------------------------------- | ---------------------------------------------- | ------------------------------------------------ | ---------- | -------------------------- | ------------------------------------------------------------------ | -------------------------------------------------------------- | ---------------------------------------------------- | ----------------- | ------ |
| Сајака Сато                 | Појединачно | Егелштаф (GBR) · поб 18–21, 21–16, 21-12      | Тврди (SLO) · поб 22–20, 21–18                 | Н/Д                                              | 1 КВ       | Баун (DEN) · поб 15–14пред | Повукла се                                                         | Повукла се                                                     | Повукла се                                           | Повукла се        |        |
| Мизуки Фуџи Реика Какива    | парови      | Gutta/Ponnappa (IND) · ПОБ 2-0 (21-16, 21-18) | Sari/Lei (SIN) · ПОБ 2-1 (16-21, 21-15, 21-15) | Cheng/Chien (TPE) · ИЗГ 0-2 (19-21, 11-21)       | 2.         |                            | Кристина Педерсен/Камила Ритер Јухл (DEN) · ПОБ 2-0 (22-20, 21-10) | Александра Брус/Мишел Ли (CAN) · ПОБ 2-1 (21-12, 19-21, 21-13) | Tian Qing/Zhao Yunlei (CHN) · ИЗГ 0-2 (10-21, 23-25) |                   |        |
| Мијуки Маеда Сатоко Суецана | парови      | Tian Q / · Zhao Yl (CHN) · ИЗГ 16–21, 17–21   | Poon L Y / · Tse Y S (HKG) · ПОБ 21–15, 21–19  | Педерсен / · ЈУл (DEN) · ПОБ 18–21, 21–14, 21–18 | 3          | Н/Д                        | Нису се пласирале                                                  | Нису се пласирале                                              | Нису се пласирале                                    | Нису се пласирале |        |

#### Мешовито
| Такмичарка                | Дисциплина | Групни део                                                               | Групни део                                                      | Групни део                                                          | Групни део | Осмина финала     | Четвртфин.        | Полуфин.          | Финале            | Финале            | Детаљи |
| Такмичарка                | Дисциплина | Против. Рез.                                                             | Против. Рез.                                                    | Против. Рез.                                                        | Пласман    | Против. Рез.      | Против. Рез.      | Против. Рез.      | Против. Рез.      | Пласман           | Детаљи |
| ------------------------- | ---------- | ------------------------------------------------------------------------ | --------------------------------------------------------------- | ------------------------------------------------------------------- | ---------- | ----------------- | ----------------- | ----------------- | ----------------- | ----------------- | ------ |
| Шинтаро Икеда/Реико Шиота | парови     | Роберт Матеусјак/Надјежда Костјучик (POL) · ИЗГ 0 - 2 (18 - 21, 20 - 22) | Тоби Нг/Грејс Гао (CAN) · ПОБ 2 - 1 (21 - 10, 11 - 21, 21 - 15) | Јоаким Фишер/Кристина Педерсен (DEN) · ИЗГ 0 - 2 (11 - 21, 10 - 21) | 3/4        | Нису се пласирали | Нису се пласирали | Нису се пласирали | Нису се пласирали | Нису се пласирали |        |

## Бициклизам

### Мушкарци
| Бициклист      | Дисциплина   | Резултат | Пласман | Детаљи |
| -------------- | ------------ | -------- | ------- | ------ |
| Јукија Араширо | Друмска трка | 5:46:37  | 48/110  |        |
| Фумијуки Бепу  | Друмска трка | 5:46,05  | 22/110  |        |
| Фумијуки Бепу  | Хронометар   | 55:40,64 | 24/37   |        |

### Жене
| Бициклист       | Дисциплина   | Резултат      | Пласман       | Детаљи |
| --------------- | ------------ | ------------- | ------------- | ------ |
| Мајуко Хагивара | Друмска трка | Није завршила | Није завршила |        |

## Бокс
| Спортиста       | Дисциплина  | Рунда 32                  | 1/8 финала                   | 1/4 финале               | Полуфинале               | Финале                   | Финале           |
| Спортиста       | Дисциплина  | Противник Резултат        | Противник Резултат           | Противник Резултат       | Противник Резултат       | Противник Резултат       | Пласман          |
| --------------- | ----------- | ------------------------- | ---------------------------- | ------------------------ | ------------------------ | ------------------------ | ---------------- |
| Кацуаки Суса    | Лака        | Рамирез (CUB) · Изг 14–13 | Није се пласирао             | Није се пласирао         | Није се пласирао         | Није се пласирао         | Није се пласирао |
| Сатоши Шимизу   | Бантам      | Догбое (GHA) · Поб 10–9   | Абдулхамидов (AZE) · Поб СЗМ | Вадахи (ALG) · Поб 17–15 | Кембел (GBR) · Изг 11–20 | Није се пласирао         |                  |
| Јасухиро Сузуки | -69 кг      | Khalsi (MAR) · Поб 14–13  | Сапијев (KAZ) · Изг 25–11    | Није се пласирао         | Није се пласирао         | Није се пласирао         | Није се пласирао |
| Риота Мурата    | Средњотешка | BYE                       | Раху (ALG) · Поб 21–12       | Киличи (TUR) · Поб 17–13 | Атојев (UZB) · Поб 13–12 | Фалкао (BRA) · Поб 14–13 |                  |

## Веслање
Мушкарци
| Веслач                      | Дисциплина     | Квалификације | Квалификације | Репесаж | Репесаж  | Полуфинале | Полуфинале | Финале  | Финале |
| Веслач                      | Дисциплина     | Време         | Место         | Време   | Место    | Време      | Место      | Време   | Место  |
| --------------------------- | -------------- | ------------- | ------------- | ------- | -------- | ---------- | ---------- | ------- | ------ |
| Даисаку Такеда Казушиге Ура | лаки дубл скул | 6:54.01       | 5 реп.        | 6:39.81 | 2 ПФ А/Б | 6:48.61    | 6 ФБ       | 6:48.27 | 12     |

Жене
| Веслач                       | Дисциплина     | Квалификације | Квалификације | Репесаж | Репесаж   | Полуфинале | Полуфинале  | Финале  | Финале | Детаљи |
| Веслач                       | Дисциплина     | Време         | Место         | Време   | Место     | Време      | Место       | Време   | Место  | Детаљи |
| ---------------------------- | -------------- | ------------- | ------------- | ------- | --------- | ---------- | ----------- | ------- | ------ | ------ |
| Харуна Сакакибара            | скиф           | 7:52.98       | 5 ЧФ          | 8:12.26 | 5 ПФ Ц/Д  | 8:05.65    | 5 ФД        | 8:42.90 | 23     |        |
| Ацуми Фукумото Акико Ивамото | лаки дубл скул | 7:30,29       | 3 у гр. 3     | 7:23,79 | 3 у гр. 1 | 7:34,23    | 6 у гр. 2 Б | 7:32,12 | 12/17  |        |

## Гимнастика

### Мушке дисциплине
| Гимнастичар     | Такмичење | Квалификације | Квалификације | Квалификације | Квалификације | Квалификације | Квалификације | Квалификације | Квалификације | Финале     | Финале     | Финале     | Финале     | Финале     | Финале     | Финале  | Финале |
| Гимнастичар     | Такмичење | Дисциплине    | Дисциплине    | Дисциплине    | Дисциплине    | Дисциплине    | Дисциплине    | Укупно        | Место         | Дисциплине | Дисциплине | Дисциплине | Дисциплине | Дисциплине | Дисциплине | Укупно  | Место  |
| Гимнастичар     | Такмичење | П             | КС            | К             | ПС            | ПР            | В             | Укупно        | Место         | П          | КС         | К          | ПС         | ПР         | В          | Укупно  | Место  |
| --------------- | --------- | ------------- | ------------- | ------------- | ------------- | ------------- | ------------- | ------------- | ------------- | ---------- | ---------- | ---------- | ---------- | ---------- | ---------- | ------- | ------ |
| Рјохеи Като     | екипно    | 15.433        | 14.333        | Н/Д           | 15.900        | Н/Д           | Н/Д           | Н/Д           | Н/Д           | 15.300     | 14.766     | Н/Д        | 16.041     | Н/Д        | Н/Д        | Н/Д     | Н/Д    |
| Казухито Танака | екипно    | 13.666        | 12.200        | 15.100        | 15.750        | 15.725 КВ     | 14.400        | 86.841        | 22 *          | 13.733     | 13.433     | Н/Д        | Н/Д        | 15.366     | 15.166     | Н/Д     | Н/Д    |
| Јусуке Танака   | екипно    | Н/Д           | Н/Д           | 15.033        | 15.866        | 14.200 КВ     | Н/Д           | Н/Д           | Н/Д           | Н/Д        | Н/Д        | 15.200     | Н/Д        | 15.500     | 16.000     | Н/Д     | Н/Д    |
| Кохеи Учимура   | екипно    | 15.766 КВ     | 12.466        | 14.966        | 16.033        | 15.533 КВ     | 15.000        | 89.764        | 9 КВ          | 15.700     | 14.166     | 15.133     | 15.900     | 15.416     | 15.733     | Н/Д     | Н/Д    |
| Кођи Јамамуро   | екипно    | 14.433        | 14.400        | 14.900        | 15.333        | 14.200        | 14.366        | 87.632        | 18 КВ         | Н/Д        | Н/Д        | 15.366     | 14.033     | Н/Д        | Н/Д        | Н/Д     | Н/Д    |
| Укупно          | екипно    | 45.632        | 41.199        | 45.099        | 47.683        | 47.124        | 43.766        | 270.503       | 5 КВ          | 44.733     | 42.365     | 45.699     | 45.971     | 46.282     | 46.899     | 271.952 |        |

| Гимнастичар     | Такмичење         | Дисциплине              | Дисциплине              | Дисциплине              | Дисциплине              | Дисциплине              | Дисциплине              | Укупно                  | Место                   |
| Гимнастичар     | Такмичење         | П                       | КС                      | К                       | ПС                      | ПР                      | В                       | Укупно                  | Место                   |
| --------------- | ----------------- | ----------------------- | ----------------------- | ----------------------- | ----------------------- | ----------------------- | ----------------------- | ----------------------- | ----------------------- |
| Казухито Танака | вишебој           | 14.166                  | 13.433                  | 15.200                  | 15.533                  | 15.500                  | 15.575                  | 89.407                  | 6                       |
| Казухито Танака | паралелни разбој  | Н/Д                     | Н/Д                     | Н/Д                     | Н/Д                     | 15.500                  | Н/Д                     | 15.500                  | 4                       |
| Јусуке Танака   | паралелзни разбој | Н/Д                     | Н/Д                     | Н/Д                     | Н/Д                     | 15.100                  | Н/Д                     | 15.100                  | 8                       |
| Кохеи Учимура   | вишебој           | 15.100                  | 15.066                  | 15.333                  | 16.266                  | 15.325                  | 15.600                  | 92.690                  |                         |
| Кохеи Учимура   | партер            | 15.800                  | Н/Д                     | Н/Д                     | Н/Д                     | Н/Д                     | Н/Д                     | 15.800                  |                         |
| Кођи Јамамуро   | вишебој           | Повукао се због повреде | Повукао се због повреде | Повукао се због повреде | Повукао се због повреде | Повукао се због повреде | Повукао се због повреде | Повукао се због повреде | Повукао се због повреде |

### Женске дисциплине
| Гимнастичарка  | Такмичење | Квалификације | Квалификације | Квалификације | Квалификације | Квалификације | Квалификације | Финале     | Финале     | Финале     | Финале     | Финале  | Финале |
| Гимнастичарка  | Такмичење | Дисциплина    | Дисциплина    | Дисциплина    | Дисциплина    | Укупно        | Место         | Дисциплина | Дисциплина | Дисциплина | Дисциплина | Укупно  | Место  |
| Гимнастичарка  | Такмичење | П             | ПР            | ДР            | Г             | Укупно        | Место         | П          | ПР         | ДР         | Г          | Укупно  | Место  |
| -------------- | --------- | ------------- | ------------- | ------------- | ------------- | ------------- | ------------- | ---------- | ---------- | ---------- | ---------- | ------- | ------ |
| Ју Минобе      | екипно    | 12.966        | Н/Д           | 13.066        | 14.133        | Н/Д           | Н/Д           | 13.100     | Н/Д        | Н/Д        | Н/Д        | Н/Д     | Н/Д    |
| Јуко Шинтаке   | екипно    | 13.633        | 13.633        | Н/Д           | 14.166        | Н/Д           | Н/Д           | 13.266     | Н/Д        | Н/Д        | 13.433     | Н/Д     | Н/Д    |
| Рие Танака     | екипно    | 13.300        | 13.000        | 14.633        | 13.400        | 54.333        | 27 КВ         | Н/Д        | 14.416     | 14.333     | 12.833     | Н/Д     | Н/Д    |
| Асука Терамото | екипно    | 14.233        | 14.600        | 14.566        | 14.466        | 57.865        | 8 КВ          | 14.233     | 14.700     | 14.200     | 13.900     | Н/Д     | Н/Д    |
| Коко Цурми     | екипно    | Н/Д           | 13.800        | 15.033КВ      | Н/Д           | Н/Д           | Н/Д           | Н/Д        | 13.766     | 14.466     | Н/Д        | Н/Д     | Н/Д    |
| Укупно         | екипно    | 41.166        | 42.033        | 44.232        | 42.765        | 170.196       | 6 КВ          | 40.599     | 42.882     | 42.999     | 40.166     | 166.646 | 8      |

| Гимнастичарка  | Такмичење          | Дисциплина | Дисциплина | Дисциплина | Дисциплина | Укупно | Место |
| Гимнастичарка  | Такмичење          | П          | ПР         | ДР         | Г          | Укупно | Место |
| -------------- | ------------------ | ---------- | ---------- | ---------- | ---------- | ------ | ----- |
| Рие Танака     | вишебој            | 14.166     | 14.500     | 13.700     | 13.266     | 55.632 | 16    |
| Асука Терамото | вишебој            | 14.766     | 14.300     | 14.300     | 13.966     | 57.332 | 11    |
| Коко Цурми     | двовисински разбој | Н/Д        | Н/Д        | 14.966     | Н/Д        | 14.966 | 7     |

### Ритмичка гимнастика
| Гимнастичарке                                                                   | Дисциплина | Квалификације | Квалификације   | Квалификације | Квалификације | Финале   | Финале          | Финале | Финале  | Детаљи |
| Гимнастичарке                                                                   | Дисциплина | 5 вијача      | 3 обруча 2 чуња | Укупно        | Пласман       | 5 вијача | 3 обруча 2 чуња | Укупно | Пласман | Детаљи |
| ------------------------------------------------------------------------------- | ---------- | ------------- | --------------- | ------------- | ------------- | -------- | --------------- | ------ | ------- | ------ |
| Нацуки Фукасе Аири Хатакејама Рие Мацубара Рина Миура Нина Јокота Котоно Танака | екипно     | 26,725        | 26,300          | 53,025        | 8             | 27,000   | 27,100          | 54,100 | 7/12    |        |

### Трамполина
| Гимнастичар     | Дисциплина | Квалификације | Квалификације | Финале            | Финале            |
| Гимнастичар     | Дисциплина | Бодова        | Пласман       | Бодова            | Пласман           |
| --------------- | ---------- | ------------- | ------------- | ----------------- | ----------------- |
| Масаки Ито      | Мушкарци   | 109.810       | 4 КВ          | 60.895            | 4                 |
| Јасухиро Уејама | Мушкарци   | 109.809       | 5 КВ          | 60.240            | 5                 |
| Ајано Киши      | Жене       | 97.985        | 14            | Није се пласирала | Није се пласирала |

## Дизање тегова
| Дизач         | Дисциплина          | Трзај | Трзај | Избачај | Избачај | Укупно | Пласман | Детаљи |
| Дизач         | Дисциплина          | Рез.  | Плас. | Рез.    | Плас.   | Укупно | Пласман | Детаљи |
| ------------- | ------------------- | ----- | ----- | ------- | ------- | ------ | ------- | ------ |
| Казуми Ота    | +105 кг за мушкарце | 185   | 13    | 215     | 13      | 400    | 13      |        |
| Хироми Мијаке | -48 кг за жене      | 87    | 2     | 110     | 3       | 197    |         |        |
| Хонами Мизучи | -48 кг за жене      | 80    | =6    | 96      | 8       | 176    | 6       |        |
| Канае Јаги    | -53 кг жене         | 82    | 13    | 109     | =8      | 191    | 12      |        |
| Мами Шимамото | +75 кг за жене      | 110   | 10    | 143     | 8       | 253    | 9       |        |

## Једрење

### Мушкарци
| Једриличар                   | Дисциплина | Трка | Трка | Трка | Трка | Трка | Трка | Трка | Трка | Трка | Трка | Трка | Укупно Бод | Пласман | Детаљи |
| Једриличар                   | Дисциплина | 1    | 2    | 3    | 4    | 5    | 6    | 7    | 8    | 9    | 10   | Ф    | Укупно Бод | Пласман | Детаљи |
| ---------------------------- | ---------- | ---- | ---- | ---- | ---- | ---- | ---- | ---- | ---- | ---- | ---- | ---- | ---------- | ------- | ------ |
| Рјуносуке Харада Југо Јошида | класа 470  | 19   | 12   | 25   | 12   | 7    | 11   | 21   | 17   | 17   | 15   | –    | 156        | 18/27   |        |
| Макото Томизава              | RS:X       | 25   | 25   | 25   | 29   | 24   | 26   | 34   | 30   | 21   | 4    | EL   | 209        | 28      |        |

### Жене
| Једриличар             | Дисциплина    | Трка | Трка | Трка | Трка | Трка | Трка | Трка | Трка | Трка | Трка | Трка | Укупно Бод | Пласман | Детаљи |
| Једриличар             | Дисциплина    | 1    | 2    | 3    | 4    | 5    | 6    | 7    | 8    | 9    | 10   | Ф    | Укупно Бод | Пласман | Детаљи |
| ---------------------- | ------------- | ---- | ---- | ---- | ---- | ---- | ---- | ---- | ---- | ---- | ---- | ---- | ---------- | ------- | ------ |
| Манами Дои             | ласер радијал | 29   | 32   | 31   | 27   | 26   | 36   | 30   | 22   | 27   | 29   | –    | 289        | 31/41   |        |
| Јуки Сунага            | RS:X          | 19   | 23   | 22   | 22   | 22   | 24   | 22   | 20   | 18   | 12   | EL   | 180        | 21      |        |
| Аи Кондо Вакако Табата | 470           | 9    | 4    | 17   | 20   | 11   | 9    | 13   | DSQ  | 13   | 8    | EL   | 103        | 14      |        |

### Мешовито
| Једриличар                  | Дисциплина | Трка | Трка | Трка | Трка | Трка | Трка | Трка | Трка | Трка | Трка | Трка | Трка | Трка | Трка | Трка | Трка | Укупно Бод | Пласман | Детаљи |
| Једриличар                  | Дисциплина | 1    | 2    | 3    | 4    | 5    | 6    | 7    | 8    | 9    | 10   | 11   | 12   | 13   | 14   | 15   | Ф    | Укупно Бод | Пласман | Детаљи |
| --------------------------- | ---------- | ---- | ---- | ---- | ---- | ---- | ---- | ---- | ---- | ---- | ---- | ---- | ---- | ---- | ---- | ---- | ---- | ---------- | ------- | ------ |
| Јукио Макино Кенји Такахаши | класа 49   | 16   | 13   | 17   | 14   | 18   | 11   | 18   | 16   | 18   | 18   | 14   | 15   | 6    | 2    | 10   | EL   | 188        | 18      |        |

## Кајак/Кану

### Мушкарци
| Спортиста     | Дисциплина | Квалификацје | Квалификацје | Квалификацје | Квалификацје | Квалификацје | Квалификацје | Полуфинале | Полуфинале | Финале | Финале | Детаљи |
| Спортиста     | Дисциплина | 1. трка      | Место        | 2. трка      | Место        | Боље         | Место        | Време      | Место      | Време  | Место  | Детаљи |
| ------------- | ---------- | ------------ | ------------ | ------------ | ------------ | ------------ | ------------ | ---------- | ---------- | ------ | ------ | ------ |
| Такуја Ханеда | Ц-1 слалом | 101,13       | 12           | 92,72        | 2            | 92,72        | 3            | 104,16     | 6          | 110,62 | 7/17   |        |

### Жене
| Спортиста   | Дисциплина | Квалификацје | Квалификацје | Квалификацје | Квалификацје | Квалификацје | Квалификацје | Полуфинале        | Полуфинале        | Финале            | Финале | Детаљи |
| Спортиста   | Дисциплина | 1. трка      | Место        | 2. трка      | Место        | Боље         | Место        | Време             | Место             | Време             | Место  | Детаљи |
| ----------- | ---------- | ------------ | ------------ | ------------ | ------------ | ------------ | ------------ | ----------------- | ----------------- | ----------------- | ------ | ------ |
| Мое Каифучи | К-1 слалом | 171,63       | 19           | 121,29       | 17           | 121,29       | 19           | Није се пласирала | Није се пласирала | Није се пласирала | 19/21  |        |

## Коњички спорт

### Дресура
| Спортиста     | Коњ    | Дисциплина  | Гран При | Гран При | Гран При Спец.   | Гран При Спец.   | Гран При Слоб.   | Гран При Слоб.   | Укупно           | Укупно | Детаљи |
| Спортиста     | Коњ    | Дисциплина  | Бод      | Плас.    | Бод              | Плас.            | Техн.            | Уметн.           | Бод              | Плас.  | Детаљи |
| ------------- | ------ | ----------- | -------- | -------- | ---------------- | ---------------- | ---------------- | ---------------- | ---------------- | ------ | ------ |
| Хироши Хокецу | Виспер | појединачно | 68,739   | 40       | Није се пласирао | Није се пласирао | Није се пласирао | Није се пласирао | Није се пласирао | 40/49  |        |

## Мачевање

### Мушкарци
| Мачеваоц                | Дисциплина    | Рунда 64           | Рунда 32                | 1/8 финала         | Четвртфинале       | Полуфинале         | Финале             | Финале           | Детаљи |
| Мачеваоц                | Дисциплина    | Противник Резултат | Противник Резултат      | Противник Резултат | Противник Резултат | Противник Резултат | Противник Резултат | Пласман          | Детаљи |
| ----------------------- | ------------- | ------------------ | ----------------------- | ------------------ | ------------------ | ------------------ | ------------------ | ---------------- | ------ |
| Сугуру Аваџи Кента Чида | флорет екипно |                    |                         | Слободни           | Кина ПОБ 45-30     | Немачка ПОБ 41-40  | Италија ИЗГ 39-45  |                  |        |
| Кента Чида              | флорет        | Слободан           | Сенте (FRA) · ИЗГ 11-15 | Није се пласирао   | Није се пласирао   | Није се пласирао   | Није се пласирао   | Није се пласирао |        |

### Жене
| Мачеваоц                   | Дисциплина    | Рунда 64           | Рунда 32                | 1/8 финала             | Четвртфинале             | Полуфинале         | Финале             | Финале             | Детаљи |
| Мачеваоц                   | Дисциплина    | Противник Резултат | Противник Резултат      | Противник Резултат     | Противник Резултат       | Противник Резултат | Противник Резултат | Пласман            | Детаљи |
| -------------------------- | ------------- | ------------------ | ----------------------- | ---------------------- | ------------------------ | ------------------ | ------------------ | ------------------ | ------ |
| Канае Икехата              | флорет        | Слоб.              | Грухала (POL) · ПОБ 9-8 | Тиби (FRA) · ПОБ 15-11 | Хјун-Хи (KOR) · ИЗГ 6-15 | Није се пласиорала | Није се пласиорала | Није се пласиорала |        |
| Кјоми Хирата Канае Икехата | флорет екипно |                    |                         | Слободне               | Русија ИЗГ 17-45         | Нису се пласирале  | Нису се пласирале  | Нису се пласирале  |        |

## Модерни петобој
| Такмичар      | Дисциплина | Мачевање (мач) | Мачевање (мач) | Мачевање (мач) | Пливање (200м слободно) | Пливање (200м слободно) | Пливање (200м слободно) | Јахање (прескакање) | Јахање (прескакање) | Јахање (прескакање) | Комбиновано: стрељаштво/трчање (ваз. пиштољ 10 м)/(3.000 м) | Комбиновано: стрељаштво/трчање (ваз. пиштољ 10 м)/(3.000 м) | Комбиновано: стрељаштво/трчање (ваз. пиштољ 10 м)/(3.000 м) | Укупно бодова | Пласман |
| Такмичар      | Дисциплина | Рез.           | Плас.          | Бодова         | Рез.                    | Плас.                   | Бодова                  | Казне               | Плас.               | Бодова              | Рез.                                                        | Плас.                                                       | Бодова                                                      | Укупно бодова | Пласман |
| ------------- | ---------- | -------------- | -------------- | -------------- | ----------------------- | ----------------------- | ----------------------- | ------------------- | ------------------- | ------------------- | ----------------------------------------------------------- | ----------------------------------------------------------- | ----------------------------------------------------------- | ------------- | ------- |
| Шиничи Томи   | мушкарци   | 18–17          | =11            | 832            | 2:01.19                 | 6                       | 1348                    | 112                 | 25                  | 1088                | 11:19.03                                                    | 29                                                          | 2284                                                        | 5552          | 22      |
| Наруми Куросу | жене       | 8–27           | 35             | 592            | 2:22.39                 | 28                      | 1092                    | 496                 | 33                  | 704                 | 13:52.94                                                    | 35                                                          | 1672                                                        | 4060          | 34      |
| Шино Јаманака | жене       | 7–28           | 36             | 568            | 2:30.36                 | 35                      | 996                     | 64                  | 15                  | 1136                | 11:58.56                                                    | 8                                                           | 2128                                                        | 4828          | 30      |

## Одбојка
Састав репрезентације
| №  | Име          | Датум рођења | Клуб у 2012.   |
| -- | ------------ | ------------ | -------------- |
|    | align=left   | align=right  | align=left\|   |
|    | align=left   | align=right  | align=left\|   |
|    | align=left   | align=right  | align=left\|   |
| 5  | Ерика Араки  | 1984.        | Toray Arrows   |
| 7  | Каори Инуе   | 1982.        | Denso Airybees |
|    | align=left   | align=right  | align=left\|   |
|    | align=left   | align=right  | align=left\|   |
|    | align=left   | align=right  | align=left\|   |
|    | align=left   | align=right  | align=left\|   |
|    | align=left   | align=right  | align=left\|   |
| 16 | Јукико Ебата | 1990.        | Hitachi Rivale |
|    | align=left   | align=right  | align=left\|   |

Селектор:

## Одбојка на песку
| Одбојкаши     | Групна фаза | Плас. | Осмина финала      | Четвртфинале       | Полуфинале         | Финале             | Финале            | Детаљи |
| Одбојкаши     | Противник Резултат | Плас. | Противник Резултат | Противник Резултат | Противник Резултат | Противник Резултат | Плас.             | Детаљи |
| ------------- | --- | ----- | ------------------ | ------------------ | ------------------ | ------------------ | ----------------- | ------ |
| Кентаро Асахи | Група Б · Далхаусер/Роџерс (USA) · ИЗГ 0 – 2 (15-21, 16-21) · Бенес/Кубала (CZE) · ИЗГ 1 – 2 (21–17, 12–21, 7–15) · Коладо/Алепуз (ESP) · ИЗГ 0 – 2 (19–21, 20–22) | 4.    | Нису се пласирали  | Нису се пласирали  | Нису се пласирали  | Нису се пласирали  | Нису се пласирали |        |

## Пливање

### Мушкарци
| Пливач                      | Дисциплина               | Група         | Група     | Полуфинале       | Полуфинале       | Финале           | Финале  | Детаљи |
| Пливач                      | Дисциплина               | Време         | Пласман   | Време            | Пласман          | Време            | Пласман | Детаљи |
| --------------------------- | ------------------------ | ------------- | --------- | ---------------- | ---------------- | ---------------- | ------- | ------ |
| Такуро Фуџи                 | 100 м делфин             | 52,49         | 6 у гр. 5 | Није се пласирао | Није се пласирао | Није се пласирао | 21/43   |        |
| Риосуке Ирие                | 100 м леђно              | 53,56         | 3 у гр. 6 | 53,29            | 2 у гр. 2        | 52,97            |         |        |
| Риосуке Ирие                | 200 м леђно              | 1:56,81       | 1 у гр. 4 | 1:55,68          | 2 у гр. 1        | 1:53,78          |         |        |
| Косуке Хагино               | 200 м мешовито           | 1:58,22       | 1 у гр. 4 | 1:57,95          | 3 у гр. 2        | 1:57,35          | 5/36    |        |
| Косуке Хагино               | 400 м мешовито           | 4:10,01 Аз. Р | 1 у гр. 3 |                  |                  | 4:08,94 Аз. Р    | 3/36    |        |
| Јуја Хорихата               | 400 м мешовито           | 4:13,09       | 5 у гр. 5 |                  |                  | 4:13,30          | 6/36    |        |
| Такуро Фуџи Риосуке Ирие    | штафета 4х100 мешовито   | 3:33,64       | 2 у гр. 2 |                  |                  | 3:31,26          |         |        |
| Јуја Хорихата Чиаки Ишибаши | штафета 4х200 м слободно | 7,11,74       | 5 у гр. 1 |                  |                  | Није се пласирао | 9/16    |        |
| Јасунари Хирај              | 10 км маратон            |               |           |                  |                  | 1:51,20          | 15/25   |        |

### Жене
| Пливач      | Дисциплина      | Група   | Група     | Полуфинале        | Полуфинале        | Финале            | Финале  | Детаљи |
| Пливач      | Дисциплина      | Време   | Пласман   | Време             | Пласман           | Време             | Пласман | Детаљи |
| ----------- | --------------- | ------- | --------- | ----------------- | ----------------- | ----------------- | ------- | ------ |
| Нацуми Хоши | 100 м делфин    | 59,06   | 8 у гр. 5 | Није се пласирала | Није се пласирала | Није се пласирала | 23/42   |        |
| Нацуми Хоши | 200 м делфин    | 2:08,04 | 1 у гр. 2 | 2:06,37           | 2 у гр. 1         | 2:05,48           |         |        |
| Ханае Ито   | 200 м слободно  | 1:58,93 | 5 у гр. 4 | 1:59,62           | 8 у гр. 2         | Није се пласирала | 16/35   |        |
| Ханае Ито   | штафета 4х100 м | 3:38,06 | 3 у гр. 1 |                   |                   | 3:37,96           | 7/16    |        |
| Ханае Ито   | штафета 4х200 м | 7:54,56 | 5 у гр. 1 |                   |                   | 7:56,73           | 8/16    |        |

## Рвање

### Грчко-Римски стил
| Рвач             | Дисц.  | Квалификације      | Коло 16                  | Четвртфинале              | Полуфинале             | 1. коло репасажа   | 2. коло репасажа   | Финале                     | Плас. | Дет. |
| Рвач             | Дисц.  | Противник Резултат | Противник Резултат       | Противник Резултат        | Противник Резултат     | Противник Резултат | Противник Резултат | Противник Резултат         | Плас. | Дет. |
| ---------------- | ------ | ------------------ | ------------------------ | ------------------------- | ---------------------- | ------------------ | ------------------ | -------------------------- | ----- | ---- |
| Кохеј Хасегава   | -55 кг | Слоб.              | Тажију (BLR) · ПОБ 3-0   | Нилбом (DEN) · ИЗГ 0-3    | Није се пласирао       | Није се пласирао   | Није се пласирао   | Није се пласирао           | 10    |      |
| Рјутаро Мацумото | -60 кг | Слоб.              | Биличи (TUR) · ПОБ 3–0   | Белмадани (FRA) · ПОБ 3–0 | Норузи (IRI) · ИЗГ 1–3 |                    |                    | Кебиспајев (KAZ) · ПОБ 5–0 |       |      |
| Цутому Фуџимура  | -66 кг | Слоб.              | Дашон (USA) · ИЗГ 1-3    | Није се пласирао          | Није се пласирао       | Није се пласирао   | Није се пласирао   | Није се пласирао           | 13    |      |
| Норикацу Саикава | -96 кг | Слоб.              | Линдберг (SWE) · ИЗГ 0–3 | Није се пласирао          | Није се пласирао       | Није се пласирао   | Није се пласирао   | Није се пласирао           | 17    |      |

### Слободни стил

#### Мушкарци
| Рвач              | Дисц.    | Квалификације              | Коло 16                 | Четвртфинале             | Полуфинале                   | 1. коло репасажа   | 2. коло репасажа        | Финале                  | Плас. | Дет. |
| Рвач              | Дисц.    | Противник Резултат         | Противник Резултат      | Противник Резултат       | Противник Резултат           | Противник Резултат | Противник Резултат      | Противник Резултат      | Плас. | Дет. |
| ----------------- | -------- | -------------------------- | ----------------------- | ------------------------ | ---------------------------- | ------------------ | ----------------------- | ----------------------- | ----- | ---- |
| Шиничи Јумото     | до 55 кг | Слоб.                      | Kim J-C (KOR) · ПОБ 3–1 | Џабурјан (ARM) · ПОБ 3–0 | Хинчегашвили (GEO) · ИЗГ 1–3 |                    |                         | Великов (BUL) · ПОБ 3–1 |       |      |
| Кеничи Јумото     | до 60 кг | Слоб.                      | Bonne (CUB) · ПОБ 3–1   | Asgarov (AZE) · ИЗГ 1–3  | Није се пласирао             | BYE                | Шлајхер (GER) · ПОБ 3–1 | Скот (USA) · ИЗГ 1–3    | 5     |      |
| Тацухиро Јонемицу | до 66 кг | Слоб.                      | Лопез (CUB) · ПОБ 3–1   | Гарсија (CAN) · ПОБ 3–1  | Хасанов (AZE) · ПОБ 3–0      |                    |                         | Кумар (IND) · ПОБ       |       |      |
| Сосуке Такатани   | до 74 кг | Алијев (AZE) · ИЗГ 0–3     | Није се пласирао        | Није се пласирао         | Није се пласирао             | Није се пласирао   | Није се пласирао        | Није се пласирао        | 16    |      |
| Такао Исокава     | до 96 кг | Туамохелоа (ASA) · ПОБ 5-0 | Мусаев (KGZ) · ИЗГ 1-3  | Није се пласирао         | Није се пласирао             | Није се пласирао   | Није се пласирао        | Није се пласирао        | 8     |      |

#### Жене
| Рвач           | Дисц.    | Квалификације      | Коло 16                   | Четвртфинале             | Полуфинале                 | 1. коло репасажа   | 2. коло репасажа   | Финале                  | Плас.             | Дет. |
| Рвач           | Дисц.    | Противник Резултат | Противник Резултат        | Противник Резултат       | Противник Резултат         | Противник Резултат | Противник Резултат | Противник Резултат      | Плас.             | Дет. |
| -------------- | -------- | ------------------ | ------------------------- | ------------------------ | -------------------------- | ------------------ | ------------------ | ----------------------- | ----------------- | ---- |
| Хитоми Обара   | до 48 кг | Слоб.              | Мезијен (TUN) · ПОБ 5–0   | Самбу (SEN) · ПОБ 3–0    | Huynh (CAN) · ПОБ 3–0      |                    |                    | Стадник (AZE) · ПОБ 3–1 |                   |      |
| Саори Јошида   | до 55 кг | Слоб.              | Кембел (USA) · ПОБ 3–0    | Раткевич (AZE) · ПОБ 3–0 | Жолобова (RUS) · ПОБ 3-0   |                    |                    | Verbeek (CAN) · ПОБ 3-0 |                   |      |
| Каори Ичо      | до 63 кг | Слоб.              | Дугрениер (CAN) · ПОБ 3-1 | Јохансон (SWE) · ПОБ 3-0 | Battsetseg (MGL) · ПОБ 3-0 |                    |                    | Ruixue (CHN) · ПОБ 3-0  |                   |      |
| Кјоко Хамагучи | до 72 кг | Слоб.              | Мањурова (KAZ) · ИЗГ 1-3  | Није се пласирала        | Није се пласирала          | Није се пласирала  | Није се пласирала  | Није се пласирала       | Није се пласирала |      |

## Синхроно пливање
| Пливачице                                         | Дисциплина | Технички програм | Технички програм | Слободни програм (квалификације) | Слободни програм (квалификације) | Слободни програм (квалификације) | Слободни програм (финале) | Слободни програм (финале)    | Слободни програм (финале) | Детаљи |
| Пливачице                                         | Дисциплина | Бод.             | Плас.            | Бод.                             | Укупно (технички + слободни)     | Плас.                            | Бод.                      | Укупно (технички + слободни) | Плас.                     | Детаљи |
| ------------------------------------------------- | ---------- | ---------------- | ---------------- | -------------------------------- | -------------------------------- | -------------------------------- | ------------------------- | ---------------------------- | ------------------------- | ------ |
| Јукико Инуи                                       | парови     | 93,200           | 5.               | 93,200                           | 186,400                          | 5.                               | 93,540                    |                              | 5/24                      |        |
| Јуми Адачи Аико Хакојама Јукико Инуи Мајо Итојама | Екипно     | 93,800           | 5.               |                                  |                                  |                                  | 93,830                    | 187,630                      | 5/8                       |        |

## Скокови у воду
Жене
| Такмичар     | Дисциплина | Предтакмичење | Предтакмичење | Полуфинале | Полуфинале | Финале            | Финале            |
| Такмичар     | Дисциплина | Бодови        | Место         | Бодови     | Место      | Укупно бодова     | Пласман           |
| ------------ | ---------- | ------------- | ------------- | ---------- | ---------- | ----------------- | ----------------- |
| Маи Накагава | 10 м торањ | 327,65        | 8 КВ          | 260.05     | 18         | Није се пласирала | Није се пласирала |

## Стони тенис

### Жене
| Такмичар                                 | Дисциплина  | Квал.              | 1. коло            | 2. коло            | 3. коло                    | 4. коло              | Четвртфин.            | Полуфин.                | Финале                  | Пласман           | Детаљи |
| Такмичар                                 | Дисциплина  | Противник Резултат | Противник Резултат | Противник Резултат | Противник Резултат         | Противник Резултат   | Прот. Рез.            | Прот. Рез.              | Прот. Рез.              | Пласман           | Детаљи |
| ---------------------------------------- | ----------- | ------------------ | ------------------ | ------------------ | -------------------------- | -------------------- | --------------------- | ----------------------- | ----------------------- | ----------------- | ------ |
| Ај Фукухара                              | појединачно | Слоб.              | Слоб.              | Слоб.              | Тикомирова (RUS) · ПОБ 4-0 | Ђие (NED) · ПОБ 4-3  | Нинг (CHN) · ИЗГ 0-4  | Није се пласирала       | Није се пласирала       | Није се пласирала |        |
| Касуми Ишикава                           | појединачно | Слоб.              | Слоб.              | Слоб.              | Qiangbing (AUT) · ПОБ 4-2  | Qian (POL) · ПОБ 4-1 | Yuegu (SIN) · ПОБ 4-1 | Xiaoxia (CHN) · ИЗГ 1-4 | Tianwei (SIN) · ИЗГ 0-4 | 4. место          |        |
| Ај Фукухара Сајака Хирано Касуми Ишикава | екипно      |                    | САД ПОБ 3-0        |                    |                            |                      | Немачка ПОБ 3-0       | Сингапур ПОБ 3-0        | Кина ИЗГ 0-3            |                   |        |

## Стреличарство

### Мушкарци
| Стреличар                                | Дисциплина  | Коло за пласман | Коло за пласман | Коло 64 так.            | Коло 32 так.           | Коло 16 так                  | Четвртфинале            | Полуфинале          | Финале             | Финале            | Детаљи |
| Стреличар                                | Дисциплина  | Резултат        | Пласман         | Противник Резултат      | Противник Резултат     | Противник Резултат           | Противник Резултат      | Противник Резултат  | Противник Резултат | Место             | Детаљи |
| ---------------------------------------- | ----------- | --------------- | --------------- | ----------------------- | ---------------------- | ---------------------------- | ----------------------- | ------------------- | ------------------ | ----------------- | ------ |
| Такахару Фурукава                        | појединачно | 679             | 5               | Wai (HKG) · ПОБ 6-4     | Храчов (UKR) · ПОБ 6-4 | Нестенг (NOR) · ПОБ 6-2      | Mohamad (MAS) · ПОБ 6-2 | Вен (NED) · ПОБ 6-5 | Oh (KOR) · ИЗГ 1-7 |                   |        |
| Ју Ишизу                                 | појединачно | 671             | 15              | Тери (GBR) · ИЗГ 1-7    | Није се пласирао       | Није се пласирао             | Није се пласирао        | Није се пласирао    | Није се пласирао   | Није се пласирао  |        |
| Хидеки Кикучи                            | појединачно | 659             | 44              | Нестенг (NOR) · ИЗГ 5-6 | Није се пласирао       | Није се пласирао             | Није се пласирао        | Није се пласирао    | Није се пласирао   | Није се пласирао  |        |
| Такахару Фурукава Ју Ишизу Хидеки Кикучи | екипно      | 2009            | 5               |                         |                        | Индија ПОБ 214(Т29)-214(Т27) | САД ИЗГ 219-220         | Нису се пласирали   | Нису се пласирали  | Нису се пласирали |        |

### Жене
| Стреличар                              | Дисциплина  | Коло за пласман | Коло за пласман | Коло 64 так.              | Коло 32 так.              | Коло 16 так           | Четвртфинале        | Полуфинале               | Финале             | Финале            | Детаљи |
| Стреличар                              | Дисциплина  | Резултат        | Пласман         | Противник Резултат        | Противник Резултат        | Противник Резултат    | Противник Резултат  | Противник Резултат       | Противник Резултат | Место             | Детаљи |
| -------------------------------------- | ----------- | --------------- | --------------- | ------------------------- | ------------------------- | --------------------- | ------------------- | ------------------------ | ------------------ | ----------------- | ------ |
| Рен Хајакава                           | појединачно | 654             | 16              | Бјерендал (SWE) · ПОБ 6-4 | Степанова (RUS) · ПОБ 7-3 | Бае (KOR) · ИЗГ 0-6   | Није се пласирала   | Није се пласирала        | Није се пласирала  | Није се пласирала |        |
| Мики Кание                             | појединачно | 665             | 6               | Дорохова (UKR) · ПОБ 7-1  | Џинг (CHN) · ПОБ 6-0      | Роман (MEX) · ИЗГ 3-7 | Није се пласирала   | Није се пласирала        | Није се пласирала  | Није се пласирала |        |
| Каори Каванака                         | појединачно | 646             | 28              | Шу (FRA) · ИЗГ 2-6        | Није се пласирала         | Није се пласирала     | Није се пласирала   | Није се пласирала        | Није се пласирала  | Није се пласирала |        |
| Рен Хајакава Мики Кание Каори Каванака | екипно      | 1965            | 5               |                           |                           | Украјина ПОБ 207-192  | Мексико ПОБ 219-209 | Јужна Кореја ИЗГ 206-221 | Русија ПОБ 209-207 |                   |        |

## Стрељаштво
Мушкарци
| Стрелац         | Дисциплина          | Квалификације | Квалификације | Финале           | Финале           |
| Стрелац         | Дисциплина          | Резултат      | Пласман       | Резултат         | Укупно           |
| --------------- | ------------------- | ------------- | ------------- | ---------------- | ---------------- |
| Томојуки Моцуда | пиштољ 50м          | 559           | 11            | Није се пласирао | Није се пласирао |
| Томојуки Моцуда | 10м ваздушни пиштољ | 581           | 13            | Није се пласирао | Није се пласирао |
| Мидори Јајима   | 50м пушка тростав   | 1148          | 39            | Није се пласирао | Није се пласирао |
| Мидори Јајима   | 50м пушка лежећи    | 590           | 33            | Није се пласирао | Није се пласирао |
| Мидори Јајима   | 10м ваздушна пушка  | 589           | 38            | Није се пласирао | Није се пласирао |

Women
| Стрелац        | Дисциплина          | Квалификације | Квалификације | Финале            | Финале            |
| Стрелац        | Дисциплина          | Резултат      | Пласман       | Резултат          | Укупно            |
| -------------- | ------------------- | ------------- | ------------- | ----------------- | ----------------- |
| Јукари Кониши  | 25м пиштољ          | 574           | 31            | Није се пласираla | Није се пласираla |
| Јукари Кониши  | 10м ваздушни пиштољ | 377           | 31            | Није се пласираla | Није се пласираla |
| Јукие Накајама | трап                | 65            | 15            | Није се пласираla | Није се пласираla |

## Теквондо
| Такмичар    | Дисциплина | Група 16                    | Четвртфинале           | Полуфинале         | Репесаж полуфинале        | Репесаж финале         | Финале             | Место             | Детаљи |
| Такмичар    | Дисциплина | Противник Резултат          | Противник Резултат     | Противник Резултат | Противник Резултат        | Противник Резултат     | Противник Резултат | Место             | Детаљи |
| ----------- | ---------- | --------------------------- | ---------------------- | ------------------ | ------------------------- | ---------------------- | ------------------ | ----------------- | ------ |
| Мају Хамада | -57 кг     | Заниновић (CRO) · ПОБ 14-11 | Џоунс (GBR) · ИЗГ 3-13 | Није се пласирала  | Гладовић (SRB) · ПОБ 15-2 | Арноа (FRA) · ИЗГ 8-12 | Није се пласирала  | Није се пласирала |        |

## Тенис
| Тенисер    | Дисциплина  | 1. коло                          | 2. коло            | 3. коло            | Четвртфинале       | Полуфинале         | Финале             | Финале  |
| Тенисер    | Дисциплина  | Противник Резултат               | Противник Резултат | Противник Резултат | Противник Резултат | Противник Резултат | Противник Резултат | Пласман |
| ---------- | ----------- | -------------------------------- | ------------------ | ------------------ | ------------------ | ------------------ | ------------------ | ------- |
| Тацума Ито | Појединачно | Раонић (CAN) · ИЗГ 0-2 (3-6,4-6) | Није се пласирао   | Није се пласирао   | Није се пласирао   | Није се пласирао   | Није се пласирао   |         |

## Триатлон

### Мушкарци
| Такмичар        | Дисциплина  | Пливање (1,5 км) | Бициклизам (40 км) | Трчање (10 км) | Укупно  | Заостатак | Пласман | Детаљи |
| --------------- | ----------- | ---------------- | ------------------ | -------------- | ------- | --------- | ------- | ------ |
| Јуичи Хосода    | Појединачно | 18:06            | 59:37              | 32:43          | 1:51,40 | +5,15     | 43/54   |        |
| Хирокацу Тајама | Појединачно | 17:24            | 58:45              | 31:57          | 1:49,24 | +2,59     | 20/54   |        |

### Жене
| Такмичар     | Дисциплина  | Пливање (1,5 км) | Бициклизам (40 км) | Трчање (10 км) | Укупно  | Заостатак | Пласман | Детаљи |
| ------------ | ----------- | ---------------- | ------------------ | -------------- | ------- | --------- | ------- | ------ |
| Марико Адачи | Појединачно | 18:25            | 1:06,29            | 35:51          | 2:02,04 | +2:16     | 14/53   |        |
| Јури Иде     | Појединачно | 19:46            | 1:06,56            | 36:43          | 2:04,43 | +4:55     | 34/53   |        |
| Аи Уеда      | Појединачно | 20:48            | 1:09,42            | 34:48          | 2:06,34 | +6:46     | 39/53   |        |

## Фудбал

### Мушкарци
Састав репрезентације
| №  | Име          | Година рођења  | Клуб у 2012.      |
| -- | ------------ | -------------- | ----------------- |
| 1  | Шуичи Гонда  | 1989.          | ФК Токио          |
|    | align=left   | align=right    | align=left\|      |
|    | align=left   | align=right    | align=left\|      |
|    | align=left   | align=right    | align=left\|      |
|    | align=left   | align=right    | align=left\|      |
|    | align=left   | align=right    | align=left\|      |
|    | align=left   | align=right\|. |                   |
|    | align=left   | align=right    | align=left\|      |
|    | align=left   | align=right    | align=left\|      |
| 10 | Кеиго Хигаши | 1990.          | Omiya Ardijya     |
|    | align=left   | align=right    | align=left\|      |
|    | align=left   | align=right    | align=left\|      |
|    | align=left   | align=right    | align=left\|      |
|    | align=left   | align=right    | align=left\|      |
|    | align=left   | align=right    | align=left\|      |
|    | align=left   | align=right    | align=left\|      |
|    | align=left   | align=right    | align=left\|      |
| 18 | Шунсуке Андо | 1990.          | Kawasaki Frontale |

Селектор:

### Жене
Састав репрезентације
| №  | Име             | Година рођења    | Клуб у 2012.               |
| -- | --------------- | ---------------- | -------------------------- |
| 1  | Михо Фукумото   | 1984.            | Okayama Yunogo Belle       |
|    | align=left      | align=right      | align=left\|               |
| 3  | Азуса Ивашимизу | 1986.            | NTV Beleza                 |
|    | align=left      | align=right      | align=left\|               |
|    | align=left      | align=right      | align=left\|               |
|    | align=left      | align=right      | align=left\|               |
| 7  | Козуе Андо      | 1982.            | FCR 2001 Duisburg          |
|    | align=left      | align=right      | align=left\|               |
|    | align=left      | align=right      | align=left\|               |
|    | align=left      | align=right      | align=left\|               |
|    | align=left      | align=right      | align=left\|               |
|    | align=left      | align=right      | align=left\|               |
|    | align=left      | align=right      | align=left\|               |
|    | align=left      | align=right      | align=left\|               |
|    | align=left      | align=right      | align=left\|               |
| 16 | Мана Ивабучи    | 1993.            | NTV Beleza                 |
|    | align=left      | align=right      | align=left\|               |
| 18 | Ајуми Каихори   | align=right1986. | align=left\| INAC Leonessa |

Селектор:

## Хокеј на трави
Састав репрезентације
| №  | Име             | Годиште | Клуб у 2012.          |
| -- | --------------- | ------- | --------------------- |
| 1  | Сакијо Асано    | 1987.   | Sony HC Bravia Ladies |
| 2  | Нагиса Хајаши   | 1986.   | Sony HC Bravia Ladies |
| 3  | Акеми Като      |         |                       |
| 4  | Сачими Ивао     | 1976.   | Green Deers           |
| 5  | Мијуки Накагава |         |                       |
| 6  | Аи Мураками     |         |                       |
| 7  | Шио Оцука       |         |                       |
| 8  | Јукари Јамамото |         |                       |
| 9  | Аки Мицухаши    |         |                       |
| 10 | Рика Комазава   |         |                       |
| 11 | Каори Фуџио     | 1981.   | Sony HC Bravia Ladies |
| 12 | Акане Шибата    |         |                       |
| 13 | Чие Акуцу       |         |                       |
| 14 | Кеико Манабе    |         |                       |
| 17 | Масако Сато     |         |                       |
| 21 | Изуки Танака    |         |                       |

Селектор: Зенџиро Јасуда
| Коло    | Датум, време     | Стадион         | Репрезентација       | Репрезентација | Резултат |
| 1. коло | 19:00 29. јули   | Ривербанк арена | Уједињено Краљевство | Јапан          | 4:0      |
| 2. коло | 08:30, 31. јули  | Ривербанк арена | Холандија            | Јапан          | 3:2      |
| 3. коло | 08:30, 2. август | Ривербанк арена | Јужна Кореја         | Јапан          | 1:0      |
| 4. коло | 19:00 4. август  | Ривербанк арена | Јапан                | Белгија        | 1:1      |
| 5. коло | 10:45, 6. август | Ривербанк арена | Јапан                | Кина           | 1:0      |

#### Табела
| 1 | Холандија            | 5 | 5 | 0 | 0 | 12 | 5  | +7 | 15 |
| 2 | Уједињено Краљевство | 5 | 3 | 0 | 2 | 14 | 7  | +7 | 9  |
| 3 | Кина                 | 5 | 2 | 1 | 2 | 6  | 3  | +3 | 7  |
| 4 | Јужна Кореја         | 5 | 2 | 0 | 3 | 9  | 13 | −4 | 6  |
| 5 | Јапан                | 5 | 1 | 1 | 3 | 4  | 9  | −5 | 4  |
| 6 | Белгија              | 5 | 0 | 2 | 3 | 2  | 10 | −8 | 2  |

ИГ = Играо утакмица; Д = Добио; Н = Нерешио; ИЗ = Изгубио; ГД = Голова дао; ГП = Голова примио; ГР = Гол-разлика; Б = Бодови

## Џудо

### Мушкарци
| Џудиста         | Дисциплина | 1. коло            | 2. коло                        | 1/8 финала                   | 1/4 финала                  | Полуфинале                        | Финале                       | Репасаж 1          | Репасаж 1/4 финале | Репасаж полуфинале | Борба за бронзу                   | Поз.             | Детаљи |
| Џудиста         | Дисциплина | Противник Резултат | Противник Резултат             | Противник Резултат           | Противник Резултат          | Противник Резултат                | Противник Резултат           | Противник Резултат | Противник Резултат | Противник Резултат | Противник Резултат                | Поз.             | Детаљи |
| --------------- | ---------- | ------------------ | ------------------------------ | ---------------------------- | --------------------------- | --------------------------------- | ---------------------------- | ------------------ | ------------------ | ------------------ | --------------------------------- | ---------------- | ------ |
| Хироаки Хираока | -60 кг     | Слоб.              | Макензи (GBR) · ПОБ 111-0002   | Аршански (ISR) · ПОБ 012-000 | Милу (FRA) · ПОБ 0012-001   | Верде (ITA) · ПОБ 110-000         | Галстјан (RUS) · ИЗГ 000-100 |                    |                    |                    |                                   |                  |        |
| Масаши Ебинума  | до 66 кг   | Слоб.              | Мехмедовић (CAN) · ПОБ 111-000 | Лим (KAZ) · ПОБ 010-0001     | Чо (KOR) · ПОБ 0001-0001 ЗП | Шавдатуашвили (GEO) · ИЗГ 000-100 |                              |                    |                    |                    | Загродњик (POL) · ПОБ 110-0101 ЗП |                  |        |
| Такамаса Анаи   | до 100 кг  |                    | Остин (GBR) · ПОБ 0101-0003    | Крпалек (CZE) · ИЗГ 000-1001 | Није се пласирао            | Није се пласирао                  | Није се пласирао             | Није се пласирао   | Није се пласирао   | Није се пласирао   | Није се пласирао                  | Није се пласирао |        |

### Жене
| Џудисткиња    | Дисциплина | 1. коло                     | 1/8 финала                  | 1/4 финала                  | Полуфинале                    | Финале             | Репасаж 1          | Репасаж 1/4 финале | Репасаж полуфинале | Борба за бронзу                  | Поз. | Детаљи |
| Џудисткиња    | Дисциплина | Противник Резултат          | Противник Резултат          | Противник Резултат          | Противник Резултат            | Противник Резултат | Противник Резултат | Противник Резултат | Противник Резултат | Противник Резултат               | Поз. | Детаљи |
| ------------- | ---------- | --------------------------- | --------------------------- | --------------------------- | ----------------------------- | ------------------ | ------------------ | ------------------ | ------------------ | -------------------------------- | ---- | ------ |
| Томоко Фукуми | -48 кг     | Бланко (ESP) · ПОБ 100-0001 | Едвардс (GBR) · ПОБ 120-000 | Парето (ARG) · ПОБ 001-0002 | Думитру (ROU) · ИЗГ 0011-0102 | Није се пласирала  |                    |                    |                    | Черновицки (HUN) · ИЗГ 0001-1001 |      |        |